# Aulacus philippinensis
Aulacus philippinensis är en stekelart som först beskrevs av Jean-Jacques Kieffer 1916.  Aulacus philippinensis ingår i släktet Aulacus och familjen vedlarvsteklar. Inga underarter finns listade.